# Legend of Mana: The Teardrop Crystal
Legend of Mana: The Teardrop Crystal (聖剣伝説 Legend of Mana-The Teardrop Crystal- Seiken Densetsu Legend of Mana: The Teardrop Crystal?) es una serie de anime producida por los estudios de animación Yokohama Animation Laboratory y Graphinica basado en el videojuego Legend of Mana de Square Enix. El anime se estrenará en octubre de 2022.

## Argumento
No muy lejos del pueblo de Domina vive Shiloh, un joven que no deja de escuchar una voz en sus sueños sobre una misión que debe cumplir. Pero aún se desconoce para qué misión podría ser necesario. Todo eso cambia cuando conoce a dos Jumi, una raza que busca sus piedras preciosas únicas, cuando se produce un repentino brote de ataques contra los Jumi. Su sueño, su búsqueda, se vuelve claro: ¡ayudar a los Jumi y sus gemas!

## Personajes
Shiloh (シャイロ Shairo?)
 Seiyū: Nobunaga Shimazaki
Protagonista principal. Un joven que vive cerca del pueblo de Domina. Es bondadoso y lleno de justicia. Al conocer a Elazul y la princesa Pearl, se ve envuelto en un incidente relacionado con los Jumi.
Elazul (瑠璃 Ruri?)
 Seiyū: Yūichirō Umehara
Es el Caballero Jumi de Pearl y posee un núcleo de lapislázuli. Dejando una impresión impresionante en todos los que lo contemplan, Elazul, junto con Pearl, se embarca en una misión para buscar a otros sobrevivientes de la casi extinta raza Jumi.
Pearl (真珠姫 Shinju-hime?)
 Seiyū: Kaori Nazuka
Pearl funciona como la Jumi Guardian de Elazul, que posee un núcleo de perla en su forma pura e inmaculada. Es tímida y tiende a deambular y perderse cuando está demasiado absorta en cavilar sobre sus pensamientos. Ella posee un alter ego que es conocida como Lady Blackpearl, el cual tiene el espíritu de una guerrera y es notablemente más segura, orgullosa y valiente.
Serafina (セラフィナ?)
 Seiyū: Saori Hayami
Una chica que Siloh conoce durante sus viajes. Si bien al principio era alegre y sociable, se revela que ha estado asociada con Sandra y ayudándola en el robo de los núcleos de los Jumi para salvar a Florina.
Bud (バド Bado?)
 Seiyū: Yūko Sanpei
Es el hermano gemelo menor de Lisa. Después de causar un alboroto con su magia en la ciudad de Domino, Shiloh lo acoge como su aprendiz.
Corona (コロナ?)
 Seiyū: Shino Shimoji
Conocida en el juego como Lisa, es la hermana gemela mayor huérfana de Bud. A igual que él, ella causó un incidente en la ciudad con su magia, por lo que Shiloh la hace su aprendiz.
Duelle (ドゥエル Dueru?)
 Seiyū: Sachi Kokuryu
Una cebolla antropomórfica, Duelle es un guerrero que deambula por el mundo de Fa'Diel armado con una lanza en miniatura. Es una persona sencilla, se sabe que aparece en una variedad de lugares, donde brinda consejos a Shiloh.
Li'l Cactus (サボテン君 Saboten-kun?)
 Seiyū: Yurika Kubo
Un cactus tímido y taciturno que Shiloh cuida en su casa.
Sandra (サンドラ Sandora?)
 Seiyū: Minako Kotobuki
La antagonista principal. Una cazadora de joyas que mata a los Jumi para robar sus núcleos de joyas. Es tortuosa, astuta y despiadada en la ejecución de sus planes. Para evitar ser detectada por sus enemigos, ella usa su táctica del subterfugio, donde asume la apariencia de una persona completamente diferente para lograr sus fines. A pesar de sus métodos crueles, su objetivo es usar los núcleos de joyas para que el Señor de las Joyas crea el Cristal de Lágrimas y usarlo para salvar a la Princesa Florina.

## Producción
El anime fue anunciado en junio de 2021 por Square Enix durante una transmisión en vivo del 30 aniversario de la serie de videojuegos Mana. El anime está animado por Yokohama Animation Laboratory y Graphinica, con Warner Bros. Japan produciendo la serie. El proyecto comenzó después de que un empleado de Warner Bros. se acercó a Masaru Oyamada, el productor de los videojuegos de Mana y entregó un discurso "apasionado" para una adaptación de Legend of Mana. Esto, a su vez, fue lo que condujo al desarrollo de una remasterización del videojuego Legend of Mana. La serie está escrita y dirigida por Masato Jinbo, con diseños de personajes a cargo de Taro Ikegami basados en los diseños originales de HACCAN y música compuesta por Yoko Shimomura. La serie se estrenará en octubre de 2022. Saori Hayami interpreta el tema del opening "Tear of Will". Crunchyroll obtuvo la licencia de la serie fuera de Asia.